# 印旛沼憲章
印旛沼憲章（いんばぬまけんしょう）は千葉県佐倉市（さくらし）にある公益財団法人印旛沼環境基金が、1994年（平成6年）11月25日の設立10周年記念式典で制定した憲章。前文3節と本文4ヶ条により構成されている。

## 印旛沼憲章
人は昔から印旛沼とともに歩み、その恩恵と、ときには洪水のような試練をも受け、畏敬の念をもって接し、印旛沼文化とも言うべき独特の生活文化を形成してきた。印旛沼にやすらぎを覚え、心のふるさとを感じることは、昔から続いてきた人と沼との緊密な関係の遺産である。
今、印旛沼を取り巻く環境は、人口の急増や生活様式の変化に伴って自然のバランスを崩しつつある。一度破壊された自然を回復することはむずかしい。さらに、私たちは、生活に、工業に、農漁業に、計り知れないほど沼の恩恵を受けながら、ややもすれば印旛沼の存在さえ忘れがちである。
印旛沼は流域の環境と、そこに住む人々の生活を映す鏡である。今こそ、私たちは印旛沼の浄化と環境の保全に努め、沼と共に永く生きることを目指さなければならない。
そこで、印旛沼にかかわる私たちの心構えとして、ここに印旛沼憲章を定める。
- 印旛沼の自然と歴史を学び、親しく接しよう。
- 印旛沼の恩恵を心に刻み、環境にやさしい生活態度を身につけよう。
- 人と自然の調和をはかり、賢明で合理的な利用を心掛けよう。
- このかけがえのない印旛沼を永く子孫に引き継ごう。

平成6年11月25日制定